# محمدحسین نژادفلاح
محمدحسین نژادفلاح سیاستمدار اهل ایران است. وی در دو دوره هفتم و هشتم مجلس شورای اسلامی نماینده ساوجبلاغ و طالقان بوده‌است. در تاریخ ۲۹ شهریور ۱۳۹۰ به همراه محمد رویانیان، علی پروین، محمد پنجعلی و سیف‌الله فروزنده به عنوان یکی از اعضای هیئت مدیره باشگاه پرسپولیس تهران انتخاب شد.
وی در اوایل تیر ماه سال ۱۳۹۲ از هیئت مدیره پرسپولیس کنار گذاشته شد و به جای او محمود خوردبین و محمد جعفر کامبوزیا به عنوان اعضای هیئت مدیره انتخاب شدند. وی از تاریخ ۲۶ بهمن ۱۳۹۳ تا تاریخ ۲۷ خرداد ۱۳۹۴، در سمت قائم مقام باشگاه پرسپولیس تهران مسوولیت داشت.